# Ahmed Abdulla Ali
Ahmed Abdulla Ali (en árabe: أحمد عبد الله علي‎; Riffa, Baréin, 1 de abril de 1987) es un futbolista de Baréin que juega en la posición de defensa. Desde 2018 juega en el Al-Najma de la Liga Premier de Baréin.

## Carrera

### Club
| Periodo   | Club            |
| --------- | --------------- |
| 2004-2016 | East Riffa Club |
| 2016–2018 | Busaiteen Club  |
| 2018–     | Al-Najma        |

### Selección nacional
Abdulla Ali debutó con Baréin en 2016, y tres años después fue convocado para jugar en la Copa Asiática 2019 en los Emiratos Árabes Unidos.

## Logros
- Copa del Rey de Baréin (2): 2014, 2018
- Supercopa de Baréin (1): 2014
- Segunda División de Baréin (1): 2014